# دریاچه آرپی
دریاچه آرپی (ارمنی: Արփի լիճ) یک دریاچه در ارمنستان است که در استان شیراک واقع شده‌است.